# WGC - CA Kampioenschap 2010
Het WGC - CA Kampioenschap is een van de vier golftoernooien van de World Golf Championships. Het toernooi maakt deel uit van de Amerikaanse- en Europese PGA Tour. De editie van 2010 werd van 11 - 14 maart gespeeld op de TPC Blue Monster van het Doral Golf Resort & Spa in Miami, Florida.
Aangezien het spelersveld niet zo groot is, wordt er wel van twee tee's gestart, maar pas om 11:25 uur. Er is dus niet een ochtend- en een middagronde, zoals bij toernooien waar veel meer spelers aan mee doen. Alle spelers zullen 72 holes spelen, er is dus geen cut.

## Verslag

#### Ronde 1
23:00 uur: Robert Allenby stond na 12 holes op -8, maar maakte daarna een bogey op 15, 16, 17 en 18. Drie andere spelers namen met -5 de leiding over: Charl Schwartzel, Francesco Molinari en Vijay Singh.

07:00 uur: Alleen Schwartzel staat nog aan de leiding met -5. Hij wordt op -4 vervolgd door Ernie Els, Singh en Allenby. Molinari maakte een dubbel-bogey op de 18de hole en zakte naar -3, waar hij de 5de plaats deelt met onder anderen Paul Casey en Søren Hansen.

#### Ronde 2
22:00 uur: Ernie Els heeft een ronde met zes birdies gemaakt en staat met -10 aan de leiding. Robert Allenby speelde heel wisselvallig en maakte 67 met een eagle, zes birdies, zes parren, drie bogeys, een dubbelbogey en een hole-in-one op hole 13 en staat met -9 op de 2de plaats.

#### Ronde 3
22:00 uur: Ernie Els staat nog aan de leiding op -12. Charl Schwartzel volgt hem op de hielen met -11. Beiden moeten nog 9 holes spelen. Daarna is er een gat, Martin Kaymer heeft 66 gemaakt en staat daarmee voorlopig op de derde plaats, die hij nu deelt met Pádraig Harrington en Robert Allenby, die beiden nog in de baan zijn.

07:00 uur: Het zal niet vaak voorkomen dat twee Zuid-Afrikanen in het buitenland de leiding delen: Ernie Els heeft op -12 gezelschap gekregen van Charl Schwartzel. Op de 3de plaats staat Harrington met -11, gevolgd door Allenby met -10, Bill Haas op -9 en Kaymer op -8.

#### Ronde 4
Alistair Presnell en Ian Poulter hebben de vierde ronde in 64 slagen gespeeld. Zij delen de eer om de beste ronde van het toernooi te hebben gemaakt. Presnell, die twee weken geleden de Moonah Classic won, steeg hiermee naar de top-10. Ernie Els wint het toernooi met vier slagen voorsprong op Charl Schwartzel. Els heeft dit toernooi 23 birdies en 5 bogeys gemaakt.

## De Top-10

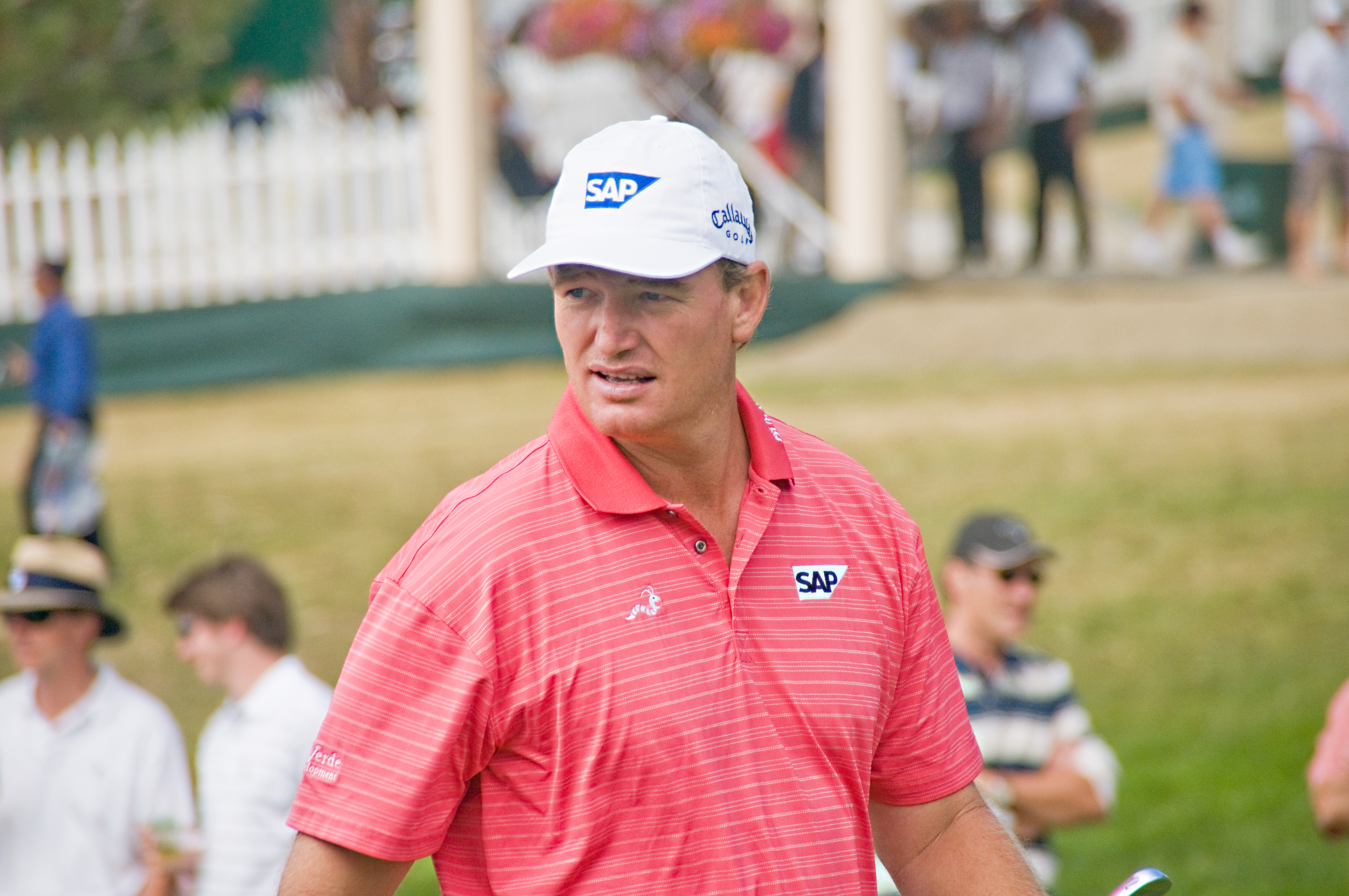
Ernie Els, winnaar 2010

| Nummer | Naam               | Score    | R3  | Nr | Score | R4  |
| ------ | ------------------ | -------- | --- | -- | ----- | --- |
| 1      | Ernie Els          | 68-66-70 | -12 | T1 | 66    | -18 |
| 2      | Charl Schwartzel   | 67-70-67 | -12 | T1 | 70    | -14 |
| T3     | Pádraig Harrington | 70-68-67 | -11 | 3  | 72    | -11 |
| T3     | Martin Kaymer      | 70-72-66 | -8  | 6  | 69    | -11 |
| T3     | Matt Kuchar        | 71-71-67 | -7  | T7 | 68    | -11 |
| T6     | Paul Casey         | 69-72-68 | -7  | T7 | 69    | -10 |
| T6     | Bill Haas          | 71-66-70 | -9  | 5  | 71    | -10 |
| T6     | Alvaro Quiros      | 72-69-69 | -6  | 11 | 68    | -10 |
| T6     | Graeme McDowell    | 74-68-70 | -4  | 16 | 66    | -10 |
| T6     | Alistair Presnell  | 72-70-72 | -2  | 24 | 64    | -10 |

Leaderboard

## De spelers
Er doen 68 spelers mee aan dit WGC - CA Kampioenschap, 24 hiervan zijn uit Europa.
| - Robert Allenby - Ángel Cabrera - Paul Casey - Stewart Cink - Tim Clark - Ben Crane - Luke Donald - Jason Dufner - Simon Dyson - Ernie Els - Gonzalo Fernández-Castaño - Ross Fisher - Jim Furyk - Sergio García - Brian Gay - Lucas Glover - Retief Goosen | - Bill Haas - Anders Hansen - Søren Hansen - Peter Hanson - Pádraig Harrington - J.B. Holmes - Yuta Ikeda - Thongchai Jaidee - Miguel Ángel Jiménez - Dustin Johnson - Zach Johnson - Robert Karlsson - Martin Kaymer - Jerry Kelly - Anthony Kim - Søren Kjeldsen - Matt Kuchar | - Marc Leishman - Wen-Chong Liang - Hunter Mahan - Steve Marino - Graeme McDowell - Ross McGowan - Rory McIlroy - Phil Mickelson - Edoardo Molinari - Francesco Molinari - Kevin Na - Sean O'Hair - Geoff Ogilvy - Ryan Palmer - Kenny Perry - Ian Poulter - Alistair Presnell | - Alvaro Quiros - Charl Schwartzel - Adam Scott - John Senden - Michael Sim - Vijay Singh - Heath Slocum - Henrik Stenson - Steve Stricker - David Toms - Y E Yang - Scott Verplank - Camilo Villegas - Nick Watney - Mike Weir - Lee Westwood - Oliver Wilson |